# Юнацький чемпіонат Європи з футболу (U-18) 1957
Чемпіонат Європи з футболу серед юнаків віком до 18 років 1957 року пройшов в Іспанії з 14 по 23 квітня. Переможцем стала збірна команда Австрії, яка у фіналі перемогла збірну Іспанії із рахунком 1:0.

## Учасники
- Австрія
- Бельгія
- Чехословаччина
- НДР
- Англія
- Франція
- ФРН
- Греція
- Угорщина
- Італія
- Нідерланди
- Польща
- Румунія
- Іспанія (господарі)
- Туреччина

## Груповий етап

### Група A
| Збірна    | І | В | Н | П | ГЗ | ГП | РГ | О |
| --------- | - | - | - | - | -- | -- | -- | - |
| Італія    | 2 | 1 | 1 | 0 | 3  | 1  | +2 | 3 |
| Туреччина | 2 | 1 | 1 | 0 | 3  | 2  | +1 | 3 |
| ФРН       | 2 | 0 | 0 | 2 | 1  | 4  | –3 | 0 |

| 14 квітня | Італія    | 2–0 | ФРН    |
| 16 квітня | Туреччина | 2–1 | ФРН    |
| 19 квітня | Туреччина | 1–1 | Італія |

### Група B
| Збірна   | І | В | Н | П | ГЗ | ГП | РГ  | О |
| -------- | - | - | - | - | -- | -- | --- | - |
| Іспанія  | 3 | 2 | 1 | 0 | 13 | 2  | +11 | 5 |
| НДР      | 3 | 0 | 3 | 0 | 5  | 5  | 0   | 3 |
| Польща   | 3 | 1 | 1 | 1 | 4  | 6  | –2  | 3 |
| Угорщина | 3 | 0 | 1 | 2 | 3  | 12 | –9  | 1 |

| 14 квітня | Угорщина | 2–2 | НДР      |
|           | Іспанія  | 4–0 | Польща   |
| 16 квітня | Польща   | 2–2 | НДР      |
|           | Іспанія  | 8–1 | Угорщина |
| 19 квітня | Іспанія  | 1–1 | НДР      |
|           | Польща   | 2–0 | Угорщина |

### Група C
| Збірна     | І | В | Н | П | ГЗ | ГП | РГ  | О |
| ---------- | - | - | - | - | -- | -- | --- | - |
| Австрія    | 3 | 3 | 0 | 0 | 11 | 1  | +10 | 6 |
| Нідерланди | 3 | 2 | 0 | 1 | 8  | 8  | 0   | 4 |
| Греція     | 3 | 1 | 0 | 2 | 5  | 10 | –5  | 2 |
| Англія     | 3 | 0 | 0 | 3 | 3  | 8  | –5  | 0 |

| 14 квітня | Нідерланди | 2–1 | Англія     |
|           | Австрія    | 3–0 | Греція     |
| 16 квітня | Австрія    | 3–0 | Нідерланди |
|           | Нідерланди | 5–2 | Греція     |
| 19 квітня | Греція     | 3–2 | Англія     |
|           | Австрія    | 5–1 | Нідерланди |

### Група D
| Збірна         | І | В | Н | П | ГЗ | ГП | РГ | О |
| -------------- | - | - | - | - | -- | -- | -- | - |
| Франція        | 3 | 2 | 0 | 1 | 7  | 4  | +3 | 4 |
| Чехословаччина | 3 | 2 | 0 | 1 | 6  | 4  | +2 | 4 |
| Румунія        | 3 | 2 | 0 | 1 | 4  | 3  | +1 | 4 |
| Бельгія        | 3 | 0 | 0 | 3 | 1  | 7  | –6 | 0 |

| 14 квітня | Франція        | 3–1 | Бельгія        |
|           | Румунія        | 2–1 | Чехословаччина |
| 16 квітня | Румунія        | 2–0 | Бельгія        |
|           | Чехословаччина | 3–2 | Франція        |
| 19 квітня | Чехословаччина | 2–0 | Бельгія        |
|           | Франція        | 2–0 | Румунія        |

## Півфінали
| 21 квітня 1957 |

| Іспанія | 3 – 0 | Італія |
| ------- | ----- | ------ |
|         |       |        |

| Мадрид |

| 21 квітня 1957 |

| Австрія | 3 – 2 | Франція |
| ------- | ----- | ------- |
|         |       |         |

| Мадрид |

## Матч за 3-тє місце
| 23 квітня 1957 |

| Франція | 0 – 0 3-тє місце присуджено обом збірним | Італія |
| ------- | ---------------------------------------- | ------ |
|         |                                          |        |

| Мадрид |

## Фінал
| 23 квітня 1957 |

| Австрія | 3 – 2 | Іспанія |
| ------- | ----- | ------- |
|         |       |         |

| Сантьяго Бернабеу, Мадрид Глядачів: 90.000 |

| Чемпіон Європи 1957 |
| ------------------- |
| Австрія 2-й титул   |